# 4-та піхотна дивізія (Канада)
4-та Канадська дивізія (англ. 4th Canadian Division) — військове з'єднання, піхотна дивізія канадської армії, що брала найактивнішу участь у Першій та Другій світових війнах. Вперше дивізія була створена як формування Канадського корпусу під час Першої світової війни. Під час Другої світової війни дивізію було відновлено як 4-ту канадську піхотну дивізію в 1941 році, а потім перетворено на бронетанкову та перейменовано на 4-ту канадську (бронетанкову) дивізію. Починаючи з 1916 року дивізія прийняла характерну зелену нашивку як свій знак розрізнення. У 2013 році було оголошено, що центральний район сухопутних військ буде перейменовано на 4-ту канадську дивізію. За станом на 2022 рік командування дивізії відповідає за операції канадської армії в канадській провінції Онтаріо і має штаб-квартиру в Денісон Арморі в Торонто.

## Історія
4-та канадська дивізія була сформована на Британських островах у квітні 1916 року з кількох існуючих підрозділів та тих, що незабаром після цього прибули. Згодом дивізія складалася з 10-ї, 11-ї та 12-ї піхотних бригад та підрозділів підтримки й забезпечення. У серпні 1916 року дивізія під командуванням генерал-майора Девіда Вотсона вирушила до Франції, де брала участь у боях на Західному фронті у Франції та у Фландрії аж до перемир'я. 4-та канадська дивізія входила до складу Канадського корпусу в битві за хребет Вімі, який атакував і розгромив німців, відкинувши їх від хребта. У результаті канадці стали відомими як майстри наступальної війни та елітна бойова сила.
У битві за хребет Вімі у квітні 1917 року 4-й канадській дивізії було доручено захопити пагорб 145, найвищу та найважливішу частину Вімі-Рідж. Однак, коли вони спробували захопити пагорб, їм завадив вогонь з позиції «Пімпл», який був іншою видатною висотою на хребті Вімі. Щоб захопити пагорб 145, сили, які мали атакувати «Пімпл», були передислоковані та захопили пагорб 145.
Вдруге дивізія сформована у роки Другої світової війни. На початку 1942 року 4-та канадська (бронетанкова) дивізія була створена шляхом перейменування 4-ї канадської піхотної дивізії в Канаді. Дивізія вирушила за кордон у 1942 році, а два головні конвої з військами та технікою досягли Сполученого Королівства в серпні та жовтні.
Дивізія провела майже два роки, навчаючись на території Британії, перш ніж переправитися в Нормандію в липні 1944 року. Канадська дивізія билася пліч-о-пліч з польською 1-ю бронетанковою дивізією у Франції, Нідерландах і Німеччині; обидві дивізії йшли дуже близькими шляхами. Дивізія брала участь у битві за Нормандію, у Фалезському мішку, просувалася з Нормандії та провела майже два місяці в бойових діях у битві на Шельді, а також в операції «Фазан». У подальшому з'єднання билося взимку в Нідерландах і брало участь в останньому наступі у Північній Німеччині.

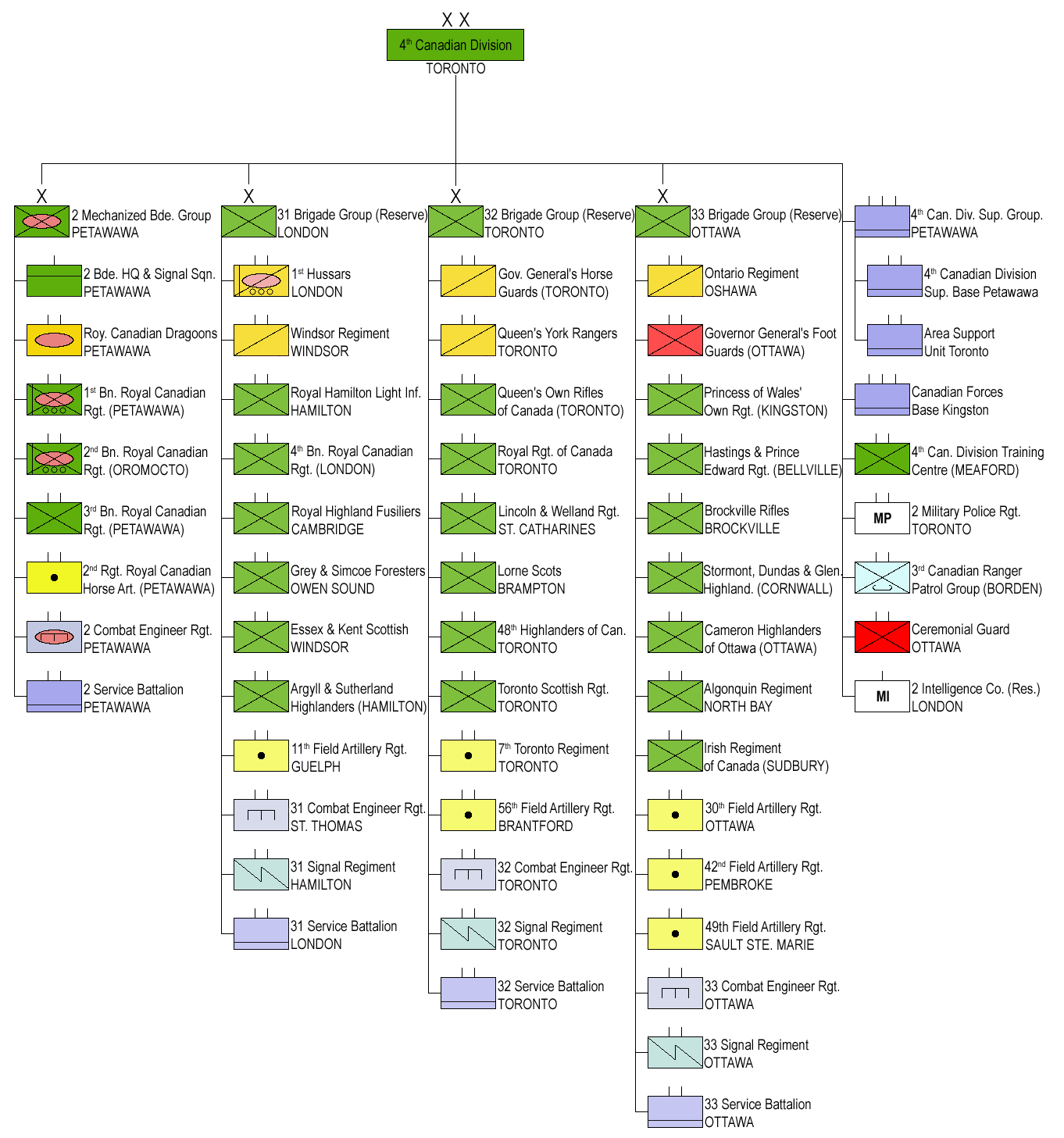
Організаційно-штатна структура 4-ї канадської дивізії на 2020 рік